# Hypnotize (album de System of a Down)
Pour les articles homonymes, voir Hypnotize.
Albums de System of a Down
Mezmerize
(2005)
Singles
1. Hypnotize
Sortie : octobre/novembre 2005
2. Lonely Day
Sortie : mars 2006
3. Kill Rock 'N Roll
Sortie : 2006
4. Vicinity of Obscenity
Sortie : 2006

Hypnotize est le cinquième album studio du groupe américain System of a Down. Il s'agit du deuxième volet du diptyque Mezmerize/Hypnotize.
Il sort le 22 novembre 2005, six mois après Mezmerize ; tous deux atteignent directement la première place du Billboard 200, ce qui place System of a Down parmi les rares groupes occupant cette place la même année avec deux albums différents. C’est également le dernier album du groupe avant leur pause entre 2006 et 2010.
Le guitariste et chanteur Daron Malakian y prend un rôle de leader, de par sa présence plus importante au sein du groupe. On peut par exemple l'entendre jouer certaines parties de basse.

## Liste des titres
| No  | Titre                 | Paroles                      | Musique                  | Durée |
| --- | --------------------- | ---------------------------- | ------------------------ | ----- |
| 1.  | Attack                | Serj Tankian, Daron Malakian | Malakian                 | 3:06  |
| 2.  | Dreaming              | Malakian, Tankian            | Malakian, Shavo Odadjian | 3:59  |
| 3.  | Kill Rock 'N Roll     | Malakian                     | Malakian                 | 2:28  |
| 4.  | Hypnotize             | Malakian, Tankian            | Malakian                 | 3:09  |
| 5.  | Stealing Society      | Malakian, Tankian            | Malakian                 | 2:58  |
| 6.  | Tentative             | Malakian, Tankian            | Malakian                 | 3:36  |
| 7.  | U-Fig                 | Tankian, Malakian            | Malakian, Odadjian       | 2:55  |
| 8.  | Holy Mountains        | Tankian, Malakian            | Malakian                 | 5:28  |
| 9.  | Vicinity of Obscenity | Tankian                      | Tankian                  | 2:51  |
| 10. | She's Like Heroin     | Malakian                     | Malakian                 | 2:44  |
| 11. | Lonely Day            | Malakian                     | Malakian                 | 2:47  |
| 12. | Soldier Side          | Malakian                     | Malakian                 | 3:40  |